# Joseph McMillan Johnson
Joseph McMillan Johnson (Los Angeles, 15 settembre 1912 – Honaunau-Napoopoo, 17 aprile 1990) è stato un effettista statunitense.

## Biografia
Si laureò in architettura alla University of Southern California, per poi frequentare l'Art Center College of Design di Pasadena. Lavorò per l'architetto Kem Weber prima di essere assunto dal produttore cinematografico David O. Selznick nel 1938. Partecipò come disegnatore alla realizzazione del film Via col vento (1939), e curò gli effetti speciali ne Il mago di Oz (1939).
Lavorò a molte delle opere prodotte da Selznick, vincendo nel 1948 l'Oscar ai migliori effetti speciali per il film Il ritratto di Jennie. Successivamente collaborò spesso con Alfred Hitchcock. Durante il maccartismo fu costretto ad allontanarsi dalle scene, tornando a fare l'architetto per un anno. Alla fine del periodo tornò a Hollywood.
Si ritirò nel 1971.

## Filmografia

### Effetti speciali visivi
- La ragazza più bella del mondo (Billy Rose's Jumbo), regia di Charles Walters (1962)
- Le astuzie della vedova (A Ticklish Affair), regia di George Sidney (1963)
- Intrigo a Stoccolma (The Prize), regia di Mark Robson (1963)
- Compagnia di codardi? (Advance to the Rear), regia di George Marshall (1964)
- Voglio essere amata in un letto d'ottone (The Unsinkable Molly Brown), regia di Charles Walters (1964)
- L'oltraggio (The Outrage), regia di Martin Ritt (1964)
- Tempo di guerra, tempo d'amore (The Americanization of Emily, regia di Arthur Hiller (1964)
- La strada del crimine (Signpost to Murder), regia di George Englund (1964)
- La più grande storia mai raccontata (The Greatest Story Ever Told), regia di George Stevens (1965)
- Joy in the Morning, regia di Alex Segal (1965)
- When the Boys Meet the Girls, regia di Alvin Ganzer (1965)
- Missione in Manciuria (7 Women), regia di John Ford (1966)
- La mia spia di mezzanotte (The Glass Bottom Boat), regia di Frank Tashlin (1966)
- Hold On!, regia di Arthur Lubim (1966)
- Voglio sposarle tutte (Spinout), regia di Norman Taurog (1966)
- Cinquantadue miglia di terrore (Hot Rods to Hell), regia di John Brahm (1967)
- Fermi tutti, cominciamo daccapo! (Double Trouble), regia di Norman Taurog (1967)
- Senza un attimo di tregua (Point Blank), regia di John Boorman (1967)
- La forza invisibile (The Power), regia di Byron Haskin (1968)
- I cannoni di San Sebastian (La Bataille de San Sebastian), regia di Henri Verneuil (1968)
- Che cosa hai fatto quando siamo rimasti al buio? (Where Were You When the Lights Went Out?), regia di Hy Averback (1968)
- Base artica Zebra (Ice Station Zebra), regia di John Sturges (1968)
- Il capitano di lungo... sorso (The Extraordinary Eeaman), regia di John Frankenheimer (1969)
- I temerari (The Gypsy Moths), regia di John Frankenheimer (1969)
- L'investigatore Marlowe (Marlowe), regia di Paul Bogart (1969)
- Earth II - film TV episodio pilota (1971)

### Scenografo
- Duello al sole (Duel in the Sun), regia di King Vidor (1946)
- Il caso Paradine (The Paradine Case), regia di Alfred Hitchcock (1947)
- Il ritratto di Jennie (Portrait of Jennie), regia di William Dieterle (1948)
- Il vascello misterioso (Sealed Cargo), regia di Alfred L. Werker (1951)
- Il suo tipo di donna (His Kind of Woman)), regia di John Farrow (1951)
- Il cane della sposa (Behave Yourself!), regia di George Beck (1951)

### Direttore artistico
- Il libro della giungla (Jungle Book), regia di Zoltán Korda (1942)
- Furore sulla città (The Turning Point), regia di William Dieterle (1952)
- La principessa di Bali (Road to Bali), regia di Hal Walker (1952)
- I deportati di Botany Bay (Botany Bay), regia di John Farrow (1953)
- Eternamente femmina (Forever Female), regia di Irving Rapper (1953)
- La pista degli elefanti (Elephant Walk), regia di William Dieterle (1954)
- La finestra sul cortile (Rear Window), regia di Alfred Hitchcock (1954)
- La conquista dello spazio (Conquest of Space), regia di Byron Haskin (1955)
- Caccia al ladro  (To Catch a Thief), regia di Alfred Hitchcock (1955)
- Ore disperate (The Desperate Hours), regia di William Wyler (1955)
- Quadriglia d'amore  (Anything Goes), regia di (Robert Lewis) (1956)
- Le avventure e gli amori di Omar Khayyam (Omar Khayyam), regia di William Dieterle (1956)
- Il segno della legge  (The Tin Star), regia di Anthony Mann (1957)
- Accidenti che schianto (Hear Me Good), regia di Don McGuire (1957)
- Desiderio sotto gli olmi (Desire Under the Elms), regia di Delbert Mann (1958)
- Maracaibo, regia di Cornel Wilde (1958)
- La via del male (King Creole), regia di Michael Curtiz (1958)
- Il villaggio più pazzo del mondo (Li'l Abner), regia di Melvin Frank (1959)
- Un adulterio difficile (The Facts of Life), regia di Melvin Frank (1960)
- I due volti della vendetta (One-Eyed Jacks), regia di Marlon Brando (1961)
- Gli ammutinati del Bounty (Mutiny on the Bounty), regia di Lewis Milestone (1962)
- Dingus, quello sporco individuo (Dirty Dingus Magee), regia di Burt Kennedy (1970)

## Riconoscimenti
L'anno si riferisce all'anno della cerimonia di premiazione.
- 1949
  - Oscar ai migliori effetti speciali insieme a Paul Eagler, Russell Shearman, Clarence Slifer, Charles L. Freeman e James G. Stewart per Il ritratto di Jennie (Portrait of Jennie)
- 1956
  - Candidatura Oscar alla migliore scenografia (colore) insieme a Hal Pereira, Sam Comer e Arthur Krams per Caccia al ladro (To Catch a Thief)
- 1961
  - Candidatura Oscar alla migliore scenografia (bianco e nero) insieme a Kenneth A. Reid e Ross Dowd per Un adulterio difficile (The Facts of Life)
- 1963
  - Candidatura Oscar alla migliore scenografia (colore) insieme a George W. Davis, Henry Grace e Hugh Hunt per Gli ammutinati del Bounty (Mutiny on the Bounty)
- 1966
  - Candidatura Oscar ai migliori effetti speciali per La più grande storia mai raccontata (The Greatest Story Ever Told)
- 1969
  - Candidatura Oscar ai migliori effetti speciali insieme a Hal Millar per Base artica Zebra (Ice Station Zebra))